# Effeltrich
Effeltrich là một đô thị thuộc huyện Forchheim trong bang Bayern nước Đức. Đô thị Effeltrich có diện tích 11,92 km², dân số thời điểm 31 tháng 12 năm 2006 là 2716 người.